# Линде, Макс
Макс Линде (14 июня 1862 г. — 23 апреля 1940 г., Любек) был офтальмологом, известен как меценат и коллекционер произведений искусства начала XX века. Среди прочих он был важным покровителем художника Эдварда Мунка. Его братья Герман и Генрих были художниками.

## Работы
- Max Linde: Edvard Munch und die Kunst der Zukunft, Berlin 1902